# OpenTTD
OpenTTD é um simulador econômico no qual o jogador ganha dinheiro transportando passageiros e cargas por rodovias, ferrovias, água e ar. É um remake e uma expansão em código aberto do simulador Transport Tycoon Deluxe, lançado em 1995.
O simulador duplica a maioria dos recursos de Transport Tycoon Deluxe, para além de muitas novas adições, como uma gama de mapas maiores, suporte para vários idiomas e moedas, customização (pelo usuário) da inteligência artificial (AI), personalizações para downloads, suporte multi-plataforma, e uma interface mais amigável. OpenTTD conta com modo multiplayer para rede local (LAN) e servidores de internet com suporte máximo de até 255 jogadores.
OpenTTD é um software livre e de código aberto, sendo licenciado sob a GNU General Public License 2.0. Encontra-se em desenvolvimento contínuo, e de acordo com um estudo dos 61,154 projetos de código aberto no SourceForge, no período de 1999-2005, OpenTTD foi classificada como o 8º projeto de código aberto mais ativo para receber atualizações e contribuições. Depois de 2005, o desenvolvimento foi transferido para o seu próprio servidor.

## Desenvolvimento
O desenvolvimento do simulador começou em 2002, quando o programador Ludvig Strigeus começou a reescrever e converter o simulador Transport Tycoon Deluxe para a linguagem de programação C, distribuindo-o sob código aberto.Foi focado na reestruturação do código para melhorar a legibilidade e extensibilidade. Isso permitiu restaurar recursos como som e música, melhorando a interface do usuário e introduzindo novos idiomas para a GUI. Muitos novos recursos de jogo e possibilidades de modificação do usuário também foram adicionados, com o objetivo de replicar as habilidades do TTDPatch. Uma grande melhoria foi a reprogramação para múltiplos jogadores (jogos em rede) para usar o protocolo de internet, permitindo partidas multiplayer e LAN online.
Em 2007 foram desenvolvidos os suportes para a customização de AIs, que podem fornecer mais desafios ao jogador do que a AI original. Em 2009 outras importantes mudanças foram incluídas, como a introdução de suporte para IPv6, um sistema integrado de download para personalizações feitas por usuários, e suporte para bases alternativa de conjunto de gráficos, sons e músicas feitas por outros usuários. Desde de 2007, OpenTTD está gradualmente sendo reescrito na linguagem de programação C++.
Até 2010 OpenTTD baseava-se no conjunto de gráficos, sons e músicas originais do Transport Tycoon Deluxe, sendo necessário direitos autorais para utilização. No final de 2007, um esforço conjunto da comunidade trabalhou para produzir 7.000 sprites em 2D, que hoje compõe o conjunto padrão do jogo.

## Jogabilidade
O objetivo de um jogador é construir uma rede de transporte usando caminhões, ônibus, trens, aviões e barcos para unir indústrias e cidades no mapa e transportar a carga que produzem. Cada vez que um veículo faz uma entrega de alguma carga, os jogadores recebem uma renda, permitindo-lhes construir mais infra-estrutura (trilhos, estações, etc.), construir mais veículos, modificar o terreno e interagir com as cidades, através de suas autoridades locais. O jogo padrão vai de 1950 a 2050, durante o qual um jogador pretende obter uma classificação de desempenho tão elevada (com base no número de veículos, renda, quantidade de carga entregue, etc) quanto possível.
O mapa do mundo é pontilhado com indústrias e cidades. A carga de transporte é fornecida por ambas as indústrias (por exemplo, a mina de carvão que produz carvão) e cidades (que produzem passageiros e correspondências) e aceitas por outras indústrias e/ou cidades de acordo com as suas necessidades (por exemplo, uma usina elétrica aceita o carvão). Colocar uma estação perto de uma fonte e um receptor de uma determinada carga permite o transporte entre os dois. A quantidade de carga fornecida por uma cidade ou indústria depende da qualidade do transporte que os jogadores fornecem para mover seus produtos. O pagamento da entrega da carga depende da quantidade de carga entregue, da rapidez com que foi entregue e da forma como é perecível. Algumas cargas (por exemplo, passageiros) devem ser entregues mais rapidamente do que outras (por exemplo, carvão) para ganhar uma boa renda.
Durante o decorrer do jogo, os jogadores devem construir e expandir sua infraestrutura de transporte. A única infraestrutura presente no mapa no início do jogo são as estradas dentro das cidades. Todas as outras infraestruturas (portos, estações, aeroportos, ferrovias e depósitos) devem ser construídas por jogadores. As ferramentas para a construção de uma rede ferroviária são particularmente poderosas, e os jogadores têm acesso a muitos tipos diferentes de trilhos e sinais para construir uma rede ferroviária complexa e interligada. Ao decorrer do jogo também as melhorias tecnológicas dão aos jogadores acesso a veículos mais novos, mais rápidos e mais poderosos. Para o transporte ferroviário, novas tecnologias também ficam disponível ao longo do tempo, começando com o trilho eletrificado, em seguida, monotrilho e maglev. Em geral, os veículos mais novos custam mais dinheiro para comprar e executar, e os jogadores devem ter ganhado dinheiro suficiente em fases anteriores do jogo para poder dar ao luxo de atualizar seus veículos. O curso completo do jogo padrão, de 1950 a 2050, leva cerca de 24 horas. Os jogadores podem opcionalmente começam em datas anteriores e jogar no passado ou após 2050, sendo que após esse último nenhuma nova tecnologia se tornará disponível.
OpenTTD pode ser jogado por um jogador, contra um computador controlado pela AI, ou por muitos jogadores uns contra os outros, através de uma rede LAN ou um servidor na internet.